# Glypta tortricis
Glypta tortricis là một loài tò vò trong họ Ichneumonidae.